# Serrán
Serrán es una localidad peruana ubicada en el distrito de Salitral, en la provincia de Morropón del departamento de Piura, al norte del Perú.

## Demografía
En 2017 Serrán tenía una población de 1793 habitantes.
| Gráfica de evolución demográfica de Serrán entre 1993 y 2017 |
|                                                              |
| Fuentes: Población 1993 y 2017                               |